# Diego de Aguilar y Córdoba
Diego de Aguilar y Córdoba (Córdoba, c. 1546– Huánuco, 1631) fue un soldado y poeta español que desarrolló su carrera entre España y el Virreinato del Perú.

## Biografía
Nació en Córdoba, hijo de Pedro Fernández de Córdoba, octavo señor de Guadalcázar, y de María de Contreras, y tuvo dos hermanos, Pedro y Gabriel, quien murió tempranamente. Provenía su noble posición de la entrega de dicho señorío del rey Enrique II a Gonzalo Fernández de Córdoba y Biedma. Tras pasar a Indias en 1569, tuvo varios puestos administrativos y militares. Fue alguacil mayor en León de los Caballeros de Huánuco (1571-73), corregidor de Loja y Zamora (1585), miembro de la Compañía de Lanzas y Arcabuces de Lima (1588), gobernador de la provincia de Yaguarsongo. Formó parte de la Academia Antártica.

## Obra
Se le conoce por escribir El Marañón y La soledad entretenida. El Marañón narra su versión de la expedición en busca de El Dorado (1560-61), en la cual tuvo lugar el asesinato de Ursúa y la rebelión de Aguirre contra la corona. Diego de Aguilar y Córdoba compuso el texto entre 1578 y 1596, y firmó el manuscrito de El Marañón en Huánuco, en la zona central del Perú. En la recepción moderna de El Marañón se ha asociado esta obra con la Historia de la Florida del Inca Garcilaso. En ambas obras se recrean los hechos históricos con un barniz literario donde los personajes entran en el escenario de la historia universal y sus fracasos son causados por la discordia, en la expedición de De Soto a Florida, o por el demonio en la catástrofe de los marañones.
La soledad entretenida, en cambio, se ha perdido. Se han ubicado fragmentos a través de la obra Corónica Moralizada de Calancha los cuales se publicaron en Barcelona en 1638.

La traducción Los Luisiadas (1591) de Enrique Garcés, otro ingenio incluido en el “Canto de Calíope”, contiene un soneto laudatorio de Diego de Aguilar:
Garza en el alto Olimpo remontada,
cuyo nido de lauro se guarnece
a quien su dulce lira Apolo ofrece
por verla, y con razón más celebrada.
Honor, y lustre de la patria amada
por quien tanto el de luso se engrandece
que del claro Meletes escurece
la dichosa corriente desusada.
Si mi rustica tuba no os ofende
rara será de hoy mas pues que celebra
de vuestra musa el admirable canto.
Y do el famoso Mincio el brazo tiende
hasta donde el Caistro el hilo quiebra

vuestro nombre pondrá terrór y espanto.
Otro soneto laudatorio de Diego de Aguilar se encuentra en el Cancionero de López Maldonado, con el título "Qué perla tendrá el Indo mar, o el Moro".

Su obra fue bien recibida. Diego Mexía de Fernangil lo incluye en Discurso en loor de la poesía dentro del Párnaso Antárico (Montero 694). Miguel de Cervantes lo alaba en su “Canto de Calíope” con los siguientes versos:
En todo cuanto pedirá el deseo       
           un Diego illustre de Aguilar admira,
           un águila real, que en vuelo veo
           alzarse a do llegar ninguno aspira:
           su pluma entre cien mil gana trofeo,
           que, ante ella, la más alta se retira;
           su estilo y su valor tan celebrado
           Guánuco lo dirá, pues lo ha gozado.